# Mariano González
Mariano Nicolás González, argentinski nogometaš in trener, * 5. maj 1981, Tandil, Argentina.
Sodeloval je na nogometnemu delu poletnih olimpijskih iger leta 2004.